# Kyūshū Hikōki K.K.
Kyūshū Hikōki K.K.  (яп. 満州飛行機製造株式会社) — японская авиастроительная компания периода Второй мировой войны. Производила преимущественно авиатехнику, разработанную другими фирмами; из собственных конструкций примечателен прототип истребителя J7W «Shinden» конфигурации «утка».

## История
Предтечей компании был сталелитейный завод Watanabe Tekkōjo (яп. 渡邊鉄工所), основанный в 1830 году в городе Фукуока как филиал строительной компании Watanabe Tokichi. В 1904 году, после открытия цеха металлообработки, он вышел на рынок боеприпасов в 1904 году, а затем выпускал автомобили для японской армии, и в 1916 году был преобразован в акционерное общество. Позже производила детали торпед для Императорского флота.
Первые шаги в области авиастроения компания сделала в 1923 году, начав опытное производство стоек шасси. К самостоятельному выпуску самолётов она перешла в 1935 году. Позже, в 1943 году когда ситуация на фронтах ухудшилась, была выделена Kyūshū Hikōki (первоначальная компания была переименована в Kyūshū Heiki). Обе они были названы в честь острова Кюсю, на котором располагались.
В годы войны завод выпускал 16 типов самолётов, в том числе было произведено около 1200 поплавковых разведчиков Aichi E13A. Сразу после окончания войны завод был реквизирован оккупационными войсками; по состоянию на декабрь 1945 года там находилось около 1500 американских солдат.
В 1953 году завод был перенесен в другой район Фукуоки и, будучи переименован в Watanabe Jidōsha Kōgyō Watanabe Motor Co., Ltd, выпускал автомобильные кузова и запчасти. Позже он вошёл в качестве дочернего предприятия в фирму Nishi-Nippon Shatai Kogyo и занимался ремонтом принадлежащих ей и её материнской компании (Nishi-Nippon) автобусов.
В 1992 году фабрика была переведена в Кияма-тё, Мияки-гун, (префектура Сага), а в 2001 году компания Watanabe Jidōsha была ликвидирована и распущена.
Её «прародители», однако, по состоянию на 2014 год продолжали существовать: Watanabe Tekkōjo продолжает поставлять оборудование, связанное с торпедами, Министерству обороны, а Watanabe Tokichi занимается продажами строительных материалов. Их головные офисы находятся в Хаката-ку, Фукуока.

## Продукция компании
- E9W (1935) поплавковый самолёт-разведчик для подводных лодок;
- J7W 震電 Shinden (1945) прототип истребителя с толкающим винтом;
- K6W — WS-103 поплавковый самолёт для Королевского флота Сиама[1]
- K8W (1938) прототип поплавкового учебного самолёта, проиграл конкурс Kawanishi K8K;
- K10W (1943) учебный;
- K11W 白菊 Shiragiku (1943) самолёт подготовки экипажей;
- Q1W 東海 Tokai (1945) противолодочный / патрульный самолёт;
- Q3W 南海 Nankai (1945) прототип патрульного самолёта на базе K11W.